# Taras Denyssenko

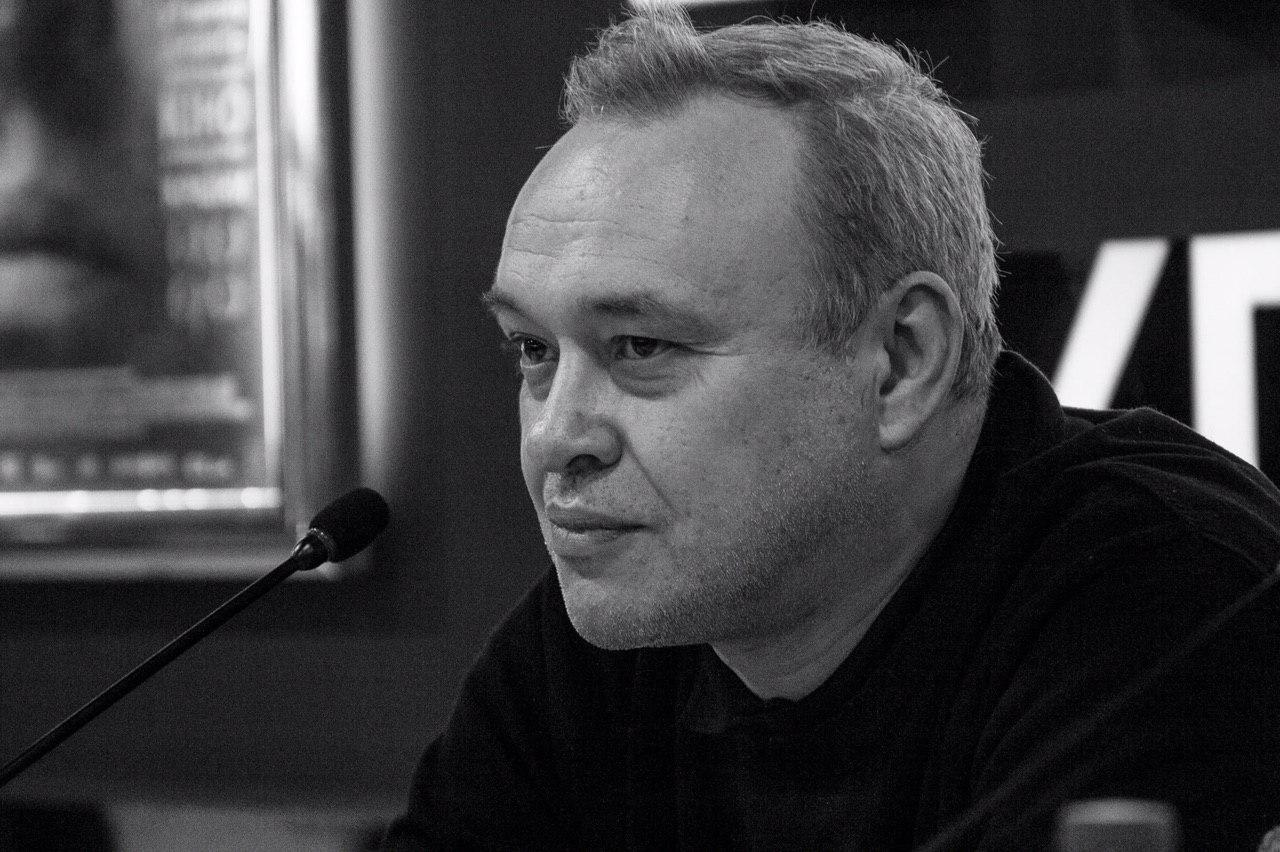
Taras Denyssenko

Taras Wolodymyrowytsch Denyssenko (ukrainisch Тарас Володимирович Денисенко, * 3. März 1965 in Kiew, Ukrainische SSR; † 7. November 2017 in Kiew, Ukraine) war ein ukrainischer Filmschauspieler, Drehbuchautor und Filmregisseur.

## Leben
Taras Denyssenko kam als Sohn des Filmregisseurs, Drehbuchautors, Volkskünstlers der Ukraine und Taras-Schewtschenko-Preisträgers Wolodymyr Denyssenko (1930–1984) und der Schauspielerin und Volkskünstlerin der Ukraine Natalija Naum (Наталія Михайлівна Наум; 1933–2004) als jüngerer Bruder von Oleksandr Denyssenko (* 1958) in Kiew zur Welt.
In Spielfilmen war er in mehr als 30 Rollen als Schauspieler aktiv. Im vom Internationalen Filmfestival Thessaloniki ausgezeichneten Film Kisneviy golod (ukrainisch Кисневий голод, deutsch: „Oxygenmangel“; 1992) spielte Denyssenko einen Soldaten. Für den Film Мій хлопчику (deutsch: „Mein Junge“) war er 2015 als Regisseur tätig.
Denyssenko starb nach schwerer Krankheit im Alter von 53 Jahren in Kiew und wurde dort am 9. November 2017 auf dem Baikowe-Friedhof bestattet.

## Filmografie (Auswahl)
- Taras Schewtschenko. Vermächtnis (Ukraine 1992 bis 1997) Regie: Stanislaw Klymenko; 12-teilige Fernsehserie. Taras Denyssenko in der Rolle von Taras Schewtschenko.

## Ehrungen
- Geehrter Künstler der Ukraine[3]
- Preis für die beste männliche Rolle beim Molodist International Film Festival 1985 für seine Rolle im Film „Як молоді ми були“[3]